# Capasa prouti
Capasa prouti är en fjärilsart som beskrevs av Reginald James West 1929.
Capasa prouti ingår i släktet Capasa och familjen mätare. Inga underarter finns listade i Catalogue of Life.